# Norton (Northamptonshire)
Norton – wieś w Anglii, w hrabstwie Northamptonshire, w dystrykcie (unitary authority) West Northamptonshire. Leży 16 km na zachód od miasta Northampton i 109 km na północny zachód od Londynu. W 2001 miejscowość liczyła 363 mieszkańców.